# Gilbert Grellet
Gilbert Grellet (Burdeos, Francia, 30 de junio de 1946) es un periodista y escritor francés. Realizó toda su carrera profesional en Agence France-Presse (AFP) y ha publicado varios libros de carácter histórico.

## Trayectoria profesional
Hijo de un diplomático y graduado de la Escuela de Estudios Superiores de Comercio de París (HEC), empezó a trabajar en 1972 para AFP después de pasar dos años, de 1969 a 1971, en Mauritania haciendo su cooperación militar como consejero en el Banco Central de los Estados de África Occidental.
En AFP, fue sucesivamente corresponsal económico y financiero en Nueva York de 1972 a 1977, jefe de la oficina de Brasilia (1977-1979), jefe de la mesa económica en París (1979-1983) y jefe de la oficina de Washington cuando entrevistó a Ronald Reagan. En 1987, es nombrado director comercial de AFP, cargo que desempeñó hasta 1995 cuando fue nombrado director para Europa y África. En 2001, es designado director de Relaciones Exteriores hasta 2005, se muda entonces a Madrid como director para España.··· Finalmente, en 2010, vuelve a París para dirigir el departamento de publicaciones de AFP hasta su jubilación en 2016. 
Entre 1995 y 2001 fue Presidente de AFX News, una compañía de noticias financieras con sede en Londres y filial de AFP y del Financial Times. 

## Obra literaria
Su primer libro, Le Souffle Austral, fue escrito en Washington en colaboración con otro periodista de AFP, Hervé Guilbaud, y publicado en 1988 por Flammarion. Obtuvo ese mismo año el premio al mejor libro de suspense publicado en Francia y fue traducido a varios idiomas: el inglés (Wind of Death, Berg International), el japonés, el sueco y el rumano.
En 1990, publica en colaboración junto con René Centassi, Tous les jours de mieux en mieux, un libro, traducido al castellano en México en 2016 por la Editorial Diana bajo el título Mejor cada día, sobre el farmacéutico francés Emile Coué, el padre del pensamiento positivo moderno.
Entre sus otros libros, destaca Aux Frontières du Monde, un ensayo sobre las últimas grandes exploraciones de finales del siglo XIX y principios del siglo XX, basado en los artículos de una conocida revista geográfica francesa de la época: Le Tour du Monde.
Su última obra, Un été impardonnable, fue publicada en febrero de 2016 por Albin Michel y en 2017 por Guillermo Escolar Editor en su versión en español titulada Un verano imperdonable — 1936: la guerra de España y el escándalo de la No-intervención. En ella, relata los tres primeros meses de la guerra civil española en 1936 y denuncia la política de no intervención seguida por las grandes democracias occidentales (Francia, Reino Unido y Estados-Unidos) que se negaron a ayudar a la República Española atacada por militares apoyados por Hitler y Mussolini.· El prefacio fue escrito por Manuel Valls, primer ministro de Francia de origen español.

## Publicaciones
- Le souffle austral, con Hervé Guilbaud, París, Flammarion, 1988, ISBN 2080661841
- Mejor cada día, con René Centassi, Ciudad de México, Diana, 1997, ISBN 978-9681329839
- Martin s’en revient d’Amérique, París, Jean Piccolec, 1991, ISBN 286477111X
- Aux Frontières du monde, París, Jean Picollec, 2011, ISBN 978-2864772545
- La Nature en fureur, París, Gallimard con AFP, 2013, ISBN 978-2742435944
- Sport : Photographier l’exploit, París, Armand-Colin con AFP, 2014, ISBN 978-2200289492
- Le Monde en fêtes, París, Gallimard con AFP, 2014, ISBN 978-2742438174
- Un verano imperdonable — 1936: la guerra de España y el escándalo de la No-intervención, Madrid, Guillermo Escolar, 2017, ISBN 978-8417134129